# Palla Dapples
La Palla d'argento Henri Dapples fu un trofeo calcistico per squadre di club istituito nei primi anni del XX secolo.

## Storia
Il trofeo, di grande valore, consisteva in un pallone da calcio realizzato in argento a grandezza naturale messo in palio a proprie spese da Henri Dapples, all'epoca dirigente del Genoa e primo centravanti della formazione rossoblù. Il trofeo aveva un'originale formula challenge; la "palla" veniva messa in palio in gara secca tra la squadra detentrice e una squadra sfidante, secondo regole oggi alquanto pittoresche: a conquistarsi il diritto di essere lo sfidante era la squadra che per prima riusciva a consegnare la lettera di sfida, entro i primi minuti dal fischio finale, a mano o anche per telegramma, tanto che, chi sceglieva questa seconda opzione, per guadagnare minuti preziosi si trovava a dover lanciare la sfida a tutte e due le squadre inviando un telegramma nell'orario di presunta fine dell'incontro.
Vinceva il trofeo solo chi superava la squadra detentrice, in quanto il regolamento prevedeva che anche in caso di parità il trofeo sarebbe rimasto nelle mani dei detentori. Quando il numero dei trofei calcistici in Italia era limitato ed allo stesso tempo assai vario, la Palla Dapples assunse un valore tale da essere considerata "molto più che uno scudetto".
La Palla Dapples venne disputata tra il 1903 e il 1909. Tra le altre squadre detentrici del trofeo, Milan (23 vittorie), Torino, Juventus, US Milanese, Pro Vercelli e Andrea Doria. Per regolamento i vincitori delle sfide avrebbero avuto la custodia del trofeo mentre la proprietà sarebbe rimasta del Genoa. Il trofeo, dopo essere stato esposto per anni nei musei di Milan e Inter, è stato restituito alla Fondazione Genoa ed è attualmente custodito nel Genoa Museum and Store.

## Albo d'oro
| Data             | Incontro                | Punteggio    | Vincitore                                                      |
| ---------------- | ----------------------- | ------------ | -------------------------------------------------------------- |
| 20 dicembre 1903 | Genoa – Andrea Doria    | 1-1          | Genoa                                                          |
| 26 dicembre 1903 | Genoa – Andrea Doria    | 0-0          | Genoa                                                          |
| 27 dicembre 1903 | Genoa – Andrea Doria    | 1-0          | Genoa                                                          |
| 3 gennaio 1904   | Genoa – Andrea Doria    | 6-2          | Genoa                                                          |
| 10 gennaio 1904  | Genoa – Torinese        | 2-0          | Genoa                                                          |
| 17 gennaio 1904  | Genoa – Milan           | 2-1          | Genoa                                                          |
| 21 febbraio 1904 | Genoa – Juventus        | 2-0          | Genoa                                                          |
| 13 novembre 1904 | Genoa – Juventus        | 1-0          | Genoa                                                          |
| 27 novembre 1904 | Genoa – Andrea Doria    | 1-1          | Genoa                                                          |
| 4 dicembre 1904  | Genoa – Andrea Doria    | 1-0          | Genoa                                                          |
| 11 dicembre 1904 | Genoa – Andrea Doria    | 0-2          | Andrea Doria                                                   |
| 9 aprile 1905    | Andrea Doria – Milan    | 0-1          | Milan                                                          |
| 16 aprile 1905   | Milan – Andrea Doria    | 4-0          | Milan                                                          |
| 30 aprile 1905   | Milan – Genoa           | 2-0          | Milan                                                          |
| 12 novembre 1905 | Milan – Juventus        | 2-0          | Milan                                                          |
| 26 novembre 1905 | Milan – US Milanese     | 6-0          | Milan                                                          |
| 10 dicembre 1905 | Milan – Juventus        | 3-2          | Milan                                                          |
| 11 novembre 1906 | Milan – US Milanese     | 3-1          | Milan                                                          |
| 18 novembre 1906 | Milan – US Milanese     | 3-1          | Milan                                                          |
| 25 novembre 1906 | Milan – Ausonia         | 4-0          | Milan                                                          |
| 2 dicembre 1906  | Milan – Ausonia         | 5-0          | Milan                                                          |
| 30 dicembre 1906 | Milan – Ausonia         | 9-0          | Milan                                                          |
| 6 gennaio 1907   | Milan – Ausonia         |              | Partita non disputata perché le squadre non si sono presentate |
| 21 aprile 1907   | Milan – Torino          | 2-0          | Milan                                                          |
| 28 aprile 1907   | Milan – Torino          | 3-3          | Milan                                                          |
| 3 novembre 1907  | Milan – Ausonia         | 6-0          | Milan                                                          |
| 10 novembre 1907 | Milan – Ausonia         |              | Partita annullata per rottura del pallone                      |
| 8 dicembre 1907  | Milan – US Milanese     | 1-3          | US Milanese                                                    |
| 15 dicembre 1907 | US Milanese – Milan     | 1-2          | Milan                                                          |
| 22 dicembre 1907 | Milan – US Milanese     | 2-1          | Milan                                                          |
| 16 febbraio 1908 | Milan – Genoa           | 1-0          | Milan                                                          |
| 1º marzo 1908    | Milan – Genoa           | 2-3          | Genoa                                                          |
| 8 marzo 1908     | Genoa – Milan           | 1-3          | Milan                                                          |
| 15 marzo 1908    | Milan – Torino          | 2-1          | Milan                                                          |
| 29 marzo 1908    | Milan – Libertas Milano | 1-1          | Milan                                                          |
| 26 aprile 1908   | Milan – Genoa           | 3-0          | Milan                                                          |
| 1º novembre 1908 | Milan – Genoa           | 3-1          | Milan                                                          |
| 8 novembre 1908  | Milan – Juventus        | 2-1          | Milan                                                          |
| 15 novembre 1908 | Milan – Pro Vercelli    | 0-2          | Pro Vercelli                                                   |
| 22 novembre 1908 | Pro Vercelli – Juventus | 1-2          | Juventus                                                       |
| 6 dicembre 1908  | Juventus – Pro Vercelli | 1-3          | Pro Vercelli                                                   |
| 13 dicembre 1908 | Pro Vercelli – Juventus | 2-3          | Juventus                                                       |
| 20 dicembre 1908 | Juventus – Pro Vercelli | 0-1          | Pro Vercelli                                                   |
| 27 dicembre 1908 | Pro Vercelli – Torino   | 2-5          | Torino                                                         |
| 3 gennaio 1909   | Torino – Milan          | 5-0          | Torino                                                         |
| 21 marzo 1909    | Torino – Juventus       | 2-1          | Torino                                                         |
| 28 marzo 1909    | Torino – Milan          | 2-1          | Torino                                                         |
| 4 aprile 1909    | Torino – Milan          | 2-0 (a tav.) | Torino (forfait del Milan)                                     |
| 25 aprile 1909   | Torino – Genoa          | 0-1          | Genoa                                                          |
| 26 dicembre 1909 | Genoa – Spinola         | 10-0         | Genoa                                                          |

## Statistiche

### Titoli per squadra
| Squadra      | Titoli | Edizioni |
| ------------ | ------ | --- |
| Milan        | 23     | 9 aprile 1905, 16 aprile 1905, 30 aprile 1905, 12 novembre 1905, 26 novembre 1905, 10 dicembre 1905, 11 novembre 1906, 18 novembre 1906, 25 novembre 1906, 2 dicembre 1906, 30 dicembre 1906, 21 aprile 1907, 28 aprile 1907, 3 novembre 1907, 15 dicembre 1907, 22 dicembre 1907, 16 febbraio 1908, 8 marzo 1908, 15 marzo 1908, 8 novembre 1908 |
| Genoa        | 13     | 20 dicembre 1903, 26 dicembre 1903, 27 dicembre 1903, 3 gennaio 1904, 10 gennaio 1904, 17 gennaio 1904, 21 febbraio 1904, 13 novembre 1904,27 novembre 1904, 4 dicembre 1904, 1 marzo 1908, 25 aprile 1909, 26 dicembre 1909 |
| Torino       | 5      | 27 dicembre 1908, 3 gennaio 1909, 21 marzo 1909, 28 marzo 1909, 4 aprile 1909 |
| Pro Vercelli | 3      | 15 novembre 1908, 6 dicembre 1908, 20 dicembre 1908 |
| Juventus     | 2      | 22 novembre 1908, 13 dicembre 1908 |
| US Milanese  | 1      | 8 dicembre 1907 |
| Andrea Doria | 1      | 11 dicembre 1904 |